# Naryn (rivière)
Pour les articles homonymes, voir Naryn.

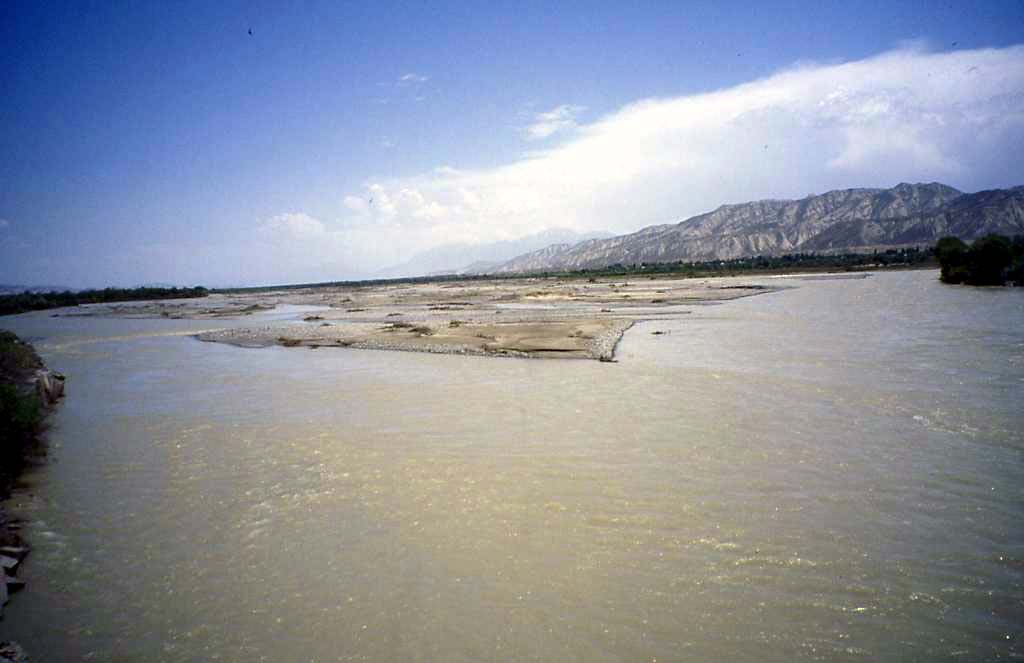
Le Naryn près de la ville de Naryn.

Le Naryn est un cours d'eau du Kirghizistan et de l'Ouzbékistan, en Asie centrale. C'est un affluent droit du Syr-Daria.
Longue de 807 km, c'est l'une des rivières les plus longues de la partie kirghize des montagnes du Tian Shan. La source de Naryn se trouve dans la région de l’Ysyk-Köl, dans les hautes montagnes au sud du grand lac Yssyk Koul. Sans atteindre ce lac, le Naryn coule en direction de l'ouest, traverse le lac artificiel de Toktogoul et atteint l'Ouzbékistan, un peu plus loin au sud-ouest où, à sa confluence avec le Kara-Daria, il forme le Syr-Daria dans la vallée de Ferghana, non loin de Namangan.

## Barrages

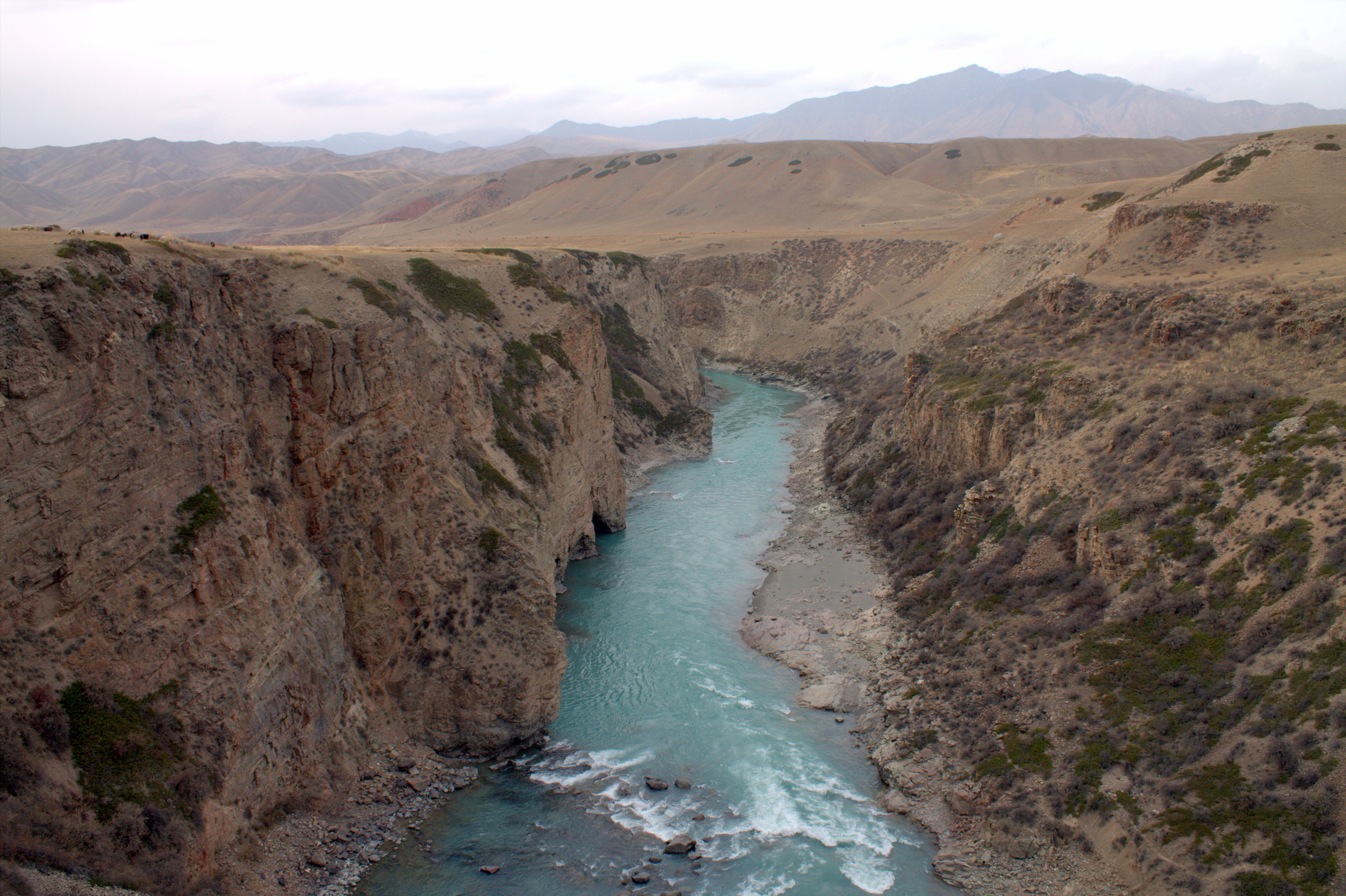
Cours supérieur du Naryn.

Le Naryn, qui a en moyenne une quantité d'écoulement de 13,7 km2, est retenu au total cinq fois pour l'irrigation et pour la production d'énergie.
- Le plus grand lac artificiel est celui créé par le barrage de Toktogul, qui se trouve à Toktogul et couvre une superficie de 284 km2 et 19,5 milliards de mètres cubes ; le barrage de Toktogul fait 215 m de haut.
- Le barrage Kambaratinsker, encore en construction, devrait atteindre 255 m et retenir 4,65 milliards de mètres cubes d'eau.
- Le barrage de Kurpsai est un barrage hydro-électrique.